# Гінекологічні захворювання
Гінекологічні захворювання — цілий ряд різних захворювань, пов'язаних з фізіологічними особливостями жіночого організму. Вивченням гінекологічних хвороб, їх профілактикою та лікуванням займається гінекологія.

## Поширеність
Гінекологічні захворювання запального характеру займають перше місце серед усіх захворювань жіночої репродуктивної системи. Вони складають близько 65 % від усіх звернень до жіночих консультацій України. Напевне, відсоток був би більшим, якби жінки звертались і при нечітких симптомах. Причинами зростання числа запальних гінекологічних захворювань можна вважати посилену міграцію населення, зміну сексуальної поведінки молоді, погіршення екологічного стану та зниження імунітету.
Але останнім часом також широко поширені захворювання, пов'язані з порушеннями гормональної системи. Згідно з медичними показниками, близько 80 % жіночого населення потерпає через гормональні порушення, і багато хто не підозрює про це, списуючи свої нездужання на фізичні навантаження або інші фактори.
Стосовно онкологічних захворювань світова статистика стверджує, що кожна вікова група жінок має своє число випадків, яке збільшується з віком. Жінки до 30 років мають 29 випадків на 100 тис., а серед жінок після 50 років цифра збільшується до 255.

## Класифікація
До професійної компетенції лікарів-гінекологів входить допомога при таких станах:
- запальні захворювання (аднексит, вагініт, цервіцит, ендометрит і т. д.), що спричиняються дією патогенних організмів специфічних або неспецифічних форм;
- захворювання, що спричиняються гормональними змінами (менструальні розлади, полікістоз яєчників, міома матки), що характеризуються порушеннями гормонального балансу та роботи залоз статевих органів;
- дистрофічні, гіперпластичні та пухлинні захворювання (лейкоплакія, крауроз, ерозія шийки матки, кістоми яєчників) — це пухлини та новоутворення жіночих репродуктивних органів;
- травматичні ураження (синдром Ашермана);
- порушення сексуальних функцій.